# Bathytyphlops sewelli
Bathytyphlops sewelli är en fiskart som först beskrevs av Norman, 1939.  Bathytyphlops sewelli ingår i släktet Bathytyphlops och familjen Ipnopidae. Inga underarter finns listade.